# Kasi (Sänger)

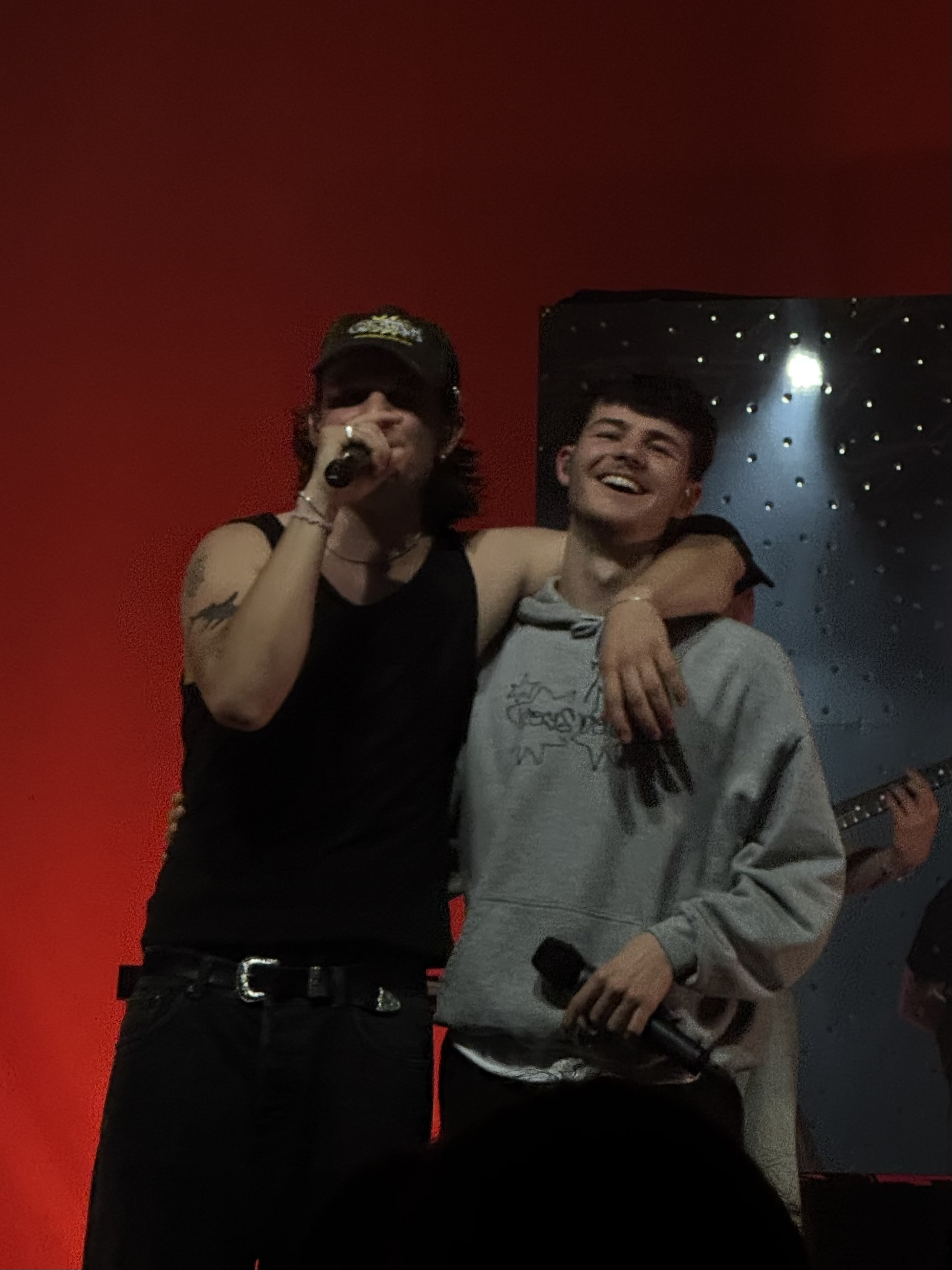
Kasi (links) und Antonius im November 2024

Kasi (* 7. Juni 2000 als Jakob-Kasimir Herbst in Frankfurt am Main) ist ein deutscher Sänger und Rapper.

## Leben
Kasi wurde in Frankfurt am Main geboren und wuchs dort im Bezirk Bockenheim auf. Nach seinem Abitur zog er nach Freiburg im Breisgau um Medienkulturwissenschaft zu studieren. Dort lernte er seinen Produzenten Antonius kennen, mit dem er im Juni 2022 seine erste Single Boys Don't Cry veröffentlichte. Wegen eines angebotenen Plattenvertrags mit Sony brach er sein Studium 2023 nach zwei Semestern ab und fokussiert sich seitdem nur noch auf die Musik. 2023 trat Kasi als Voract bei Künstlern wie Badchieff, Ennio oder Mayberg auf deren Tour auf. Den Durchbruch schaffte er mit seiner Single immatrikuliert im November 2023, die noch vor Veröffentlichung millionenfach auf TikTok geklickt wurde. 2024 spielte er seine erste eigene Tour.

## Musikstil
Musikalisch bewegt sich Kasi zwischen Indie, Pop-Punk und Deutschrap. Seine Songs sind meist gefühlvoll und melancholisch. Er veröffentlicht alle seine Lieder gemeinsam mit seinem Produzenten Antonius.

## Diskografie

### Alben
- 2023: Sommernacht <3
- 2024: harddrive2024

### Singles
- 2022: Boys Don't Cry
- 2022: Boys Do Cry
- 2022: Raum
- 2022: Wir kriegens hin
- 2023: vielleicht in einem jahr
- 2023: passt nicht
- 2023: einzweidrei
- 2023: sommernacht
- 2023: wie papier
- 2023: immatrikuliert
- 2024: fensterbank
- 2024: freiburg-berlin
- 2024: Meinen die uns (mit Zartmann und Aaron)
- 2024: dein lieblingstrack
- 2024: hausnummer_16_v7
- 2024: schweigen uns an_v3
- 2024: leichtbeschwipst_demo2
- 2025: abendrot
- 2025: beifahrersitz
- 2025: tut es noch weh (mit Blumengarten)
- 2025: 25grad (mit 01099)
- 2025: mit dem kopf durch die wand
- 2025: nachmittagsverkehr
- 2025: zwei vor sieben